# Boğazlıyan
Boğazlıyan este un oraș din Turcia.